# Diversidad sexual en América Latina y el Caribe

Legislación sobre relaciones entre personas del mismo sexo en América
Matrimonio
Otro tipo de asociación
Convivencia no registrada
Reconocimiento de matrimonios entre personas del mismo sexo celebrados en otros territorios
Sin reconocimiento
Matrimonio prohibido para parejas del mismo sexo
País sujeto al pronunciamiento OC 24/17 de la CIDH
Relaciones sexuales entre personas del mismo sexo ilegales, sin detenciones de facto

El trato a la diversidad sexual y de género en América Latina y el Caribe varían bastante según las leyes del país o territorio. El trato a la homosexualidad y la transexualidad es muy dispar en la región, y aunque todavía imperan el machismo, la homofobia y la transfobia en algunos países, hay otras legislaciones donde se han producido numerosos avances, convirtiéndose algunas entre las más progresistas y tolerantes del mundo.
Existe una gran diferencia entre los códigos penales de los distintos Estados de la región, mientras que en toda Latinoamérica la homosexualidad está despenalizada, en varios de los pequeños Estados caribeños todavía es ilegal y se condena con diversas penas de prisión. Estos países son: como Granada, Guyana, Jamaica, San Vicente y las Granadinas, Santa Lucía y Trinidad y Tobago. En estos casos, factores religiosos, culturales e históricos dificultan los cambios legales.
En algunos países existe una discriminación consistente en que la edad de consentimiento sexual es diferente para los homosexuales y el resto de la población, como en las Bahamas y Paraguay.
Junto con esto, varios países han adoptado legislaciones para condenar específicamente las discriminaciones y delitos motivados por la orientación sexual y la identidad de género. Solo Bolivia, Cuba, Ecuador y México consagran constitucionalmente la protección contra la discriminación hacia las personas LGBT.
El matrimonio igualitario está permitido en Argentina, Brasil, Chile, Colombia, Costa Rica, Cuba, Ecuador, México y Uruguay, además del estado libre asociado de Puerto Rico. El reconocimiento a uniones civiles de parejas del mismo sexo es legal en Bolivia y en los territorios dependientes de Aruba y las Islas Caimán. En Surinam es posible, mediante un permiso judicial, el reconocimiento del matrimonio entre personas del mismo sexo celebrados en otros países. El apoyo social al matrimonio igualitario ha aumentado en América Latina y el Caribe, aunque existen diferencias significativas entre países. Uruguay, Argentina y Chile tienen los niveles más altos de aprobación. El apoyo suele ser mayor entre mujeres, jóvenes, personas con mayor educación y residentes urbanos.
Varios países reconocen el derecho al cambio de género en los documentos oficiales. Mediante la autodeterminación del género: Argentina (2012), Colombia (2015), Bolivia (2016), Ecuador (2016), Brasil (2018), Chile y Uruguay (2019). En México, la legislación depende de cada estado. En Cuba, Panamá y Surinam, el cambio legal solo es posible tras una cirugía. En El Salvador y Perú no existe procedimiento legal, sin embargo, se han documentado algunas excepciones.
Algunos países han prohibido las terapias de conversión, en respuesta a la presión de organizaciones sociales y sanitarias. En el área de la salud, Brasil fue el primero en 1999, seguido por Argentina (2010), Ecuador (2012), Uruguay (2017), Chile (2021), Perú (2021), Paraguay (2022) y Bolivia (2022). En México, a partir de 2024, la prohibición es total.

## Historia

### Tolerancia en las culturas precolombinas
Antes de la llegada de los europeos al continente americano, los nativos o indígenas de estas tierras y la mayor parte de sus civilizaciones tenían más respeto y tolerancia por las personas de esta orientación sexual, así como por la mujer. En Centroamérica, las islas del Caribe y Norteamérica, los homosexuales eran considerados frecuentemente como seres especiales, mágicos, dotados de poderes sobrenaturales cuya cercanía era augurio de buena suerte. El cronista Gonzalo Fernández de Oviedo relata que había indígenas que acostumbraban, para buscar protección y ayuda divina, traer por joyel un hombre sobre otro en aquel acto de Sodoma, hecho de oro de relieve. 

#### Figuras de doble espíritu y roles sagrados
La institución del «berdache» u hombre-mujer, mago y chamán, en muchas tribus de Norteamérica, así como los ejemplos escultóricos que han quedado de las culturas mesoamericanas, indican una tolerancia o aprecio de las prácticas homosexuales similar a las del mundo mediterráneo precristiano o las de la India clásica.

#### Cosmovisión andina y diversidad sexual
En los pueblos precolombinos cada grupo indígena concibió la sexualidad de acuerdo con su cultura; en el Nuevo Reino de Granada, los caudillos desnudos promovían las relaciones homosexuales entre sus seguidores, lo que escandalizó al cronista fray Pedro Simón quien indignado sentenció a todas estas naciones por haber «caído en el pecado nefando».

#### Expresiones de género en Mesoamérica
Según estudios antropológicos, en Ecuador los nativos distinguían divinidades masculinas y femeninas, Dios Sol, Dios Luna, Madre Tierra, Madre Naturaleza, Padre Volcán y respetaban la bisexualidad. Según las leyes y creencias de estos aborígenes, para ser chamán de una tribu era necesario ser homosexual, lo cual implicaba sabiduría, la representación de lo masculino y femenino en un solo ser.

#### Identidad sexual y ritos de iniciación
En México hay momentos en la historia del país en los que la homosexualidad y el travestismo formaron parte normal de la sociedad y, exactamente igual que en los ejemplos antes mencionados, había hombres que se vestían y realizaban actividades laborales como las mujeres, y que eran aceptados.
En el imperio Azteca algunas tribus del estado de Sonora permitían que ciertos hombres asumieran el papel de mujer sin necesidad de tener un esposo, ni tener que avergonzarse de ello en absoluto.
Por ejemplo, en la tribu de los papagos, los jóvenes tenían libertad para elegir su propia identidad sexual mediante un rito sagrado. Durante la infancia, si un niño papago no mostraba inclinación hacia juegos relacionados con el género masculino, era conducido a un rito consistente en la colocación de una cerca con un arco y una cesta en el medio; se le pedía al niño que escogiera y, si salía con la cesta, se asumía que era un berdache. Posteriormente, el niño era criado de una forma acorde a su personalidad e intereses. Entre los mojaves, por su parte, el joven, a la edad de nueve o diez años, era ubicado en el centro de un círculo de personas que entonaban un cántico ritual, y se esperaba su reacción; si comenzaba a bailar se lo proclamaba «persona de doble espíritu». También en este caso, el resultado era de aceptación, y el niño era educado de acuerdo a su condición de «berdache».

#### Los muxes del Istmo de Tehuantepec
En las poblaciones zapotecas de Oaxaca aún se pueden encontrar hoy en día los muxe, quienes son considerados parte de un tercer sexo. Los muxe nacieron varones pero se visten con ropa de mujer y asumen roles femeninos en la comunidad. Tradicionalmente los muxes también tenían el rol de iniciar sexualmente a los muchachos adolescentes, ya que no era socialmente aceptado que las jovencitas perdieran la virginidad antes del matrimonio.
Un estudio antropológico realizado durante la primera mitad de la década de los 70 encontró que aproximadamente el 6 por ciento de la población masculina del Istmo de Tehuantepec estaba compuesta por muxes. En el 2005, la directora mexicana Alejandra Islas filmó un documental acerca de las muxes de Juchitán de Zaragoza titulado «Muxes: Auténticas, intrépidas y buscadoras de peligro.»

#### Visibilidad de la homosexualidad femenina en los Andes
La homosexualidad femenina parece haber sido más conocida: según la crónica de Felipe Guzmán Poma de Ayala, Kapak Yupanqui tenía un cariño muy especial por ellas (las mujeres homosexuales). Los Incas tuvieron mucha consideración por las mujeres, las cuales que tenían gran desenvoltura y mucha libertad en el trato social, gozaban de muchos privilegios e incluso podían participar en combates en tiempos de guerra. Igualmente, se les permitía tener diferentes parejas sexuales y participar en la toma de decisiones.

### Imposición de un nuevo orden colonial
La llegada de los colonizadores españoles y demás europeos (portugueses, franceses, británicos y holandeses) supuso la imposición de un nuevo sistema político, social, cultural y religioso, con la conversión al cristianismo y la eliminación de las anteriores creencias y prácticas, estableciéndose la homofobia habitual en Europa, además de la discriminación, el racismo y el clasismo. Los homosexuales pasaron a ser universalmente despreciados.

#### Persecución religiosa y represión sexual
La Iglesia católica condenó cualquier práctica de las diversas civilizaciones indígenas que se opusiera a su dogmatismo, considerándolas pecado mortal y demoníaco, y las persiguió mediante la Santa Inquisición que se impuso también en los territorios americanos. Muchos indígenas o amerindios homosexuales fueron asesinados por los colonos o conquistadores españoles principalmente.

## Derechos LGBTIQ+ América Central y México
La homosexualidad es legal en todos los países de Centroamérica y en México. México prohíbe constitucionalmente toda forma de discriminación basada en las "preferencias sexuales", de igual forma algunas de las constituciones de los estados mexicanos otorgan protección contra la discriminación. en sus respectivos Estados. Legislación amplia contra la discriminación que incluyen la orientación sexual o la identidad de género como categoría protegida está vigente en Honduras y México; en donde además funciona el Consejo Nacional para Prevenir la Discriminación (CONAPRED). En 2014, en Guatemala, se crea la Defensoría de la Diversidad Sexual, cuyo objetivo es velar por los derechos de la comunidad LGBTI. En Belice, la sentencia de la Corte Suprema que despenalizó la homosexualidad, estableció que la constitución debe proteger contra la discriminación por motivos de orientación sexual, sin embargo, la constitución aun no ha sido modificada para incluir a la orientación sexual como categoría protegida contra la discriminación.
El matrimonio entre personas del mismo sexo es legal en Costa Rica y en las 32 entidades de México: Aguascalientes (2019), Baja California (2021), Baja California Sur (2019), Campeche (2016), Chiapas (2018), Chihuahua (2015), Ciudad de México (2010), Coahuila (2014), Colima (2016), Durango (2022), Estado de México (2022), Guanajuato (2021),  Guerrero (2022), Hidalgo (2019), Jalisco (2016), Michoacán (2016), Morelos (2016), Nayarit (2015), Nuevo León (2019), Oaxaca (2019), Puebla (2020), Querétaro (2021), Quintana Roo (2012), San Luis Potosí (2019), Sinaloa (2021), Sonora (2021), Tabasco (2022), Tamaulipas (2022), Tlaxcala (2020), Veracruz (2022), Yucatán (2021) y Zacatecas (2021). 
Las uniones civiles, bajo el nombre de pacto civil de solidaridad o sociedad de convivencia, son reconocidas solo en algunos Estados de México: Campeche (2013), Ciudad de México (2007), Coahuila (2007), Michoacán (2015), Tlaxcala (2017) y Veracruz (2020). Desde 2005, Honduras prohíbe constitucionalmente el matrimonio y las uniones civiles entre personas del mismo sexo, así como la adopción homoparental y los matrimonios entre personas del mismo sexo celebrados en el extranjero.
Las personas transgénero pueden cambiar su nombre y sexo legal en los documentos de identidad, sin requisitos prohibitivos, en Costa Rica y en 20 estados de México. En Panamá, se permite luego de una cirugía de reasignación de sexo. Desde 2018, por decreto ejecutivo y sentencia judicial, Costa Rica permite el cambio de nombre y género en documentos oficiales, basado en la autodeterminación. En Belice, El Salvador y Guatemala, ha sido posible solamente el cambio de nombre de acuerdo a la identidad de género.
Los crímenes de odio motivados por la orientación sexual o la identidad de género, agravan la sentencia penal en Costa Rica, El Salvador, Honduras, Nicaragua y en algunos estados de México. El discurso de odio contra personas LGBTI está prohibido únicamente en Honduras y México.
| País        | Actividad sexual entre personas del mismo sexo | Reconocimiento de uniones del mismo sexo | Matrimonio entre personas del mismo sexo | Adopción por parte de parejas del mismo sexo | Legislación contra la discriminación | Reconocimiento de la identidad de género | Otras normas |
| ----------- | ---------------------------------------------- | --- | --- | --- | --- | --- | --- |
| Belice      | Legal (desde 2016).                            | | | | Prohibición Constitucional contra toda forma de discriminación basada en el sexo. La Corte Suprema declaró que tal categoría incluye la orientación sexual. (desde 2016) | / El cambio de nombre para personas trans es posible en los registros de Seguridad Social, licencia de conducir y pasaporte. El cambio de marcador de género no está permitido. | Servicio militar.Donación de sangre. Ley de Inmigración de 1958 prohíbe la entrada al país de homosexuales y prostitutas. |
| Costa Rica  | Legal (desde 1971). + Decl. ONU firmada        | Unión de hecho (desde 2022). Anteriormente sólo algunos derechos de convivencia reconocidos judicialmente y por decreto ejecutivo                 | Legal (desde 2020). | Legal desde 2020. | Protección legal contra la discriminación por motivos de orientación sexual, únicamente en el ámbito laboral. | El cambio de nombre y de sexo registral esta permitido, sin la necesidad de permiso judicial o de cirugías previas. (desde 2018) Reconocimiento de género no binario "X" en pasaportes. | Sin fuerzas armadas Donación de sangre.Protección contra delitos de odio motivados por la orientación sexual, identidad y expresión de género desde 2022. Tipifica como delito todo acto de tortura basada en la orientación sexual de la víctima. (desde 2022). |
| El Salvador | Legal (desde 1826) + Decl. ONU firmada         | | El artículo 90 del Código de la Familia establece que es causa de nulidad absoluta del matrimonio cuando los contrayentes sean del mismo sexo. | | Protección legal contra la discriminación por motivos de orientación sexual en el sistema de salud (Acuerdo No.202 de 2009) y en la matrícula educativa (Ley Crecer Juntos 2022). | El cambio de nombre y de sexo registral ha sido posible mediante un proceso judicial en casos excepcionales, no existe un procedimiento por ley. | Servicio militar.Donación de Sangre. Crímenes de odio y amenazas motivadas por la orientación sexual y la identidad y expresión de género, penados con hasta 60 años de prisión. (desde 2015).Restricción a la libertad de expresión: El Ministerio de Educación, Ciencia y Tecnología mediante el Memorándum 07-2024 prohíbe el contenido relacionado con la “ideología de género” en el proceso de enseñanza y aprendizaje. |
| Guatemala   | Legal (desde 1834) + Decl. ONU firmada         | | | | Protección legal contra la discriminación por motivos de orientación sexual y la identidad de género en el sector público bajo el Código de Ética del Organismo Ejecutivo (2024). | / El cambio de nombre es posible sin la necesidad de cirugías previas, se requiere permiso judicial. El cambio de sexo registral no está permitido.El Código de Ética y Probidad del Registro Nacional de las Personas (2021) prohíbe la discriminación basada en la identidad de género. | Servicio militar.Donación de sangre. Defensoría de la Diversidad Sexual. |
| Honduras    | Legal (desde 1899) + Decl. ONU firmada         | Prohibición constitucional (parejas de hecho) (desde 2005)                                                                                        | Prohibición constitucional (desde 2005) | Prohibición constitucional (desde 2005) | Protección amplia contra la discriminación por motivos de orientación sexual e identidad de género. (desde 2013) Prohibición de la incitación a la discriminación, al odio, al desprecio, la persecución o a la violencia basada en la orientación sexual y la identidad de género. (desde 2013)                      | Cambio de nombre y de sexo registral no está permitido (prohibición de efectuar cualquier modificación del sexo asignado en certificado de nacimiento). | Servicio militar. Personas LGBT pueden donar sangre sin restricciones desde 2024. Crímenes de odio motivados por la orientación sexual y la identidad de género, penados desde 2013. |
| México      | Legal (desde 1871) + Decl. ONU firmada         | Legal en: Campeche (2013), Ciudad de México (2007), Coahuila (2007), Michoacán (2015), Tlaxcala (2017), Veracruz (2020), Estado de México (2022). | Legal en: Aguascalientes (2019), Baja California (2021), Baja California Sur (2019), Campeche (2016), Chiapas (2018), Chihuahua (2015), Ciudad de México (2010), Coahuila (2014), Colima (2016), Durango (2022), Estado de México (2022), Guanajuato (2021), Guerrero (2022), Hidalgo (2019), Jalisco (2016), Michoacán (2016), Morelos (2016), Nayarit (2015), Nuevo León (2019), Oaxaca (2019), Puebla (2020), Querétaro (2021), Quintana Roo (2012), San Luis Potosí (2019), Sinaloa (2021), Sonora (2021), Tabasco (2022), Tamaulipas (2022), Tlaxcala (2020), Veracruz (2022),Yucatán (2021) y Zacatecas (2021). | / Personas solteras pueden adoptar. Adopción conjunta en Ciudad de México (2010) Coahuila (2014) Campeche (2015) Colima (2016) Michoacán (2016) Morelos (2016) Veracruz (2016) Puebla (2017) Chiapas (2017) Baja California (2017) Nuevo León (2019) Nayarit (2019) | Prohibición constitucional contra toda forma de discriminación basada en las preferencias sexuales. (desde 2011) Prohibición de la incitación al odio, la persecución y promoción de la violencia basada en las preferencias sexuales. (desde 2014)                                                                   | Cambio de nombre y sexo registral legal, se requiere permiso judicial. Sin necesidad de permiso judicial ni cirugías previas en 20 estados: Ciudad de México (2015), Michoacán (2017), Nayarit (2017), Coahuila (2018), Colima (2019), Hidalgo (2019), Chihuahua (2019), Oaxaca (2019), San Luis Potosí (2019), Tlaxcala (2019), Nuevo León (2020), Jalisco (2020), Sonora (2020), Quintana Roo (2020), Puebla (2021), Estado de México (2021), Baja California Sur (2021), Morelos (2021), Baja California (2022), Sinaloa (2022). Reconocimiento de género no binario en Guanajuato, Hidalgo, Nuevo León, Veracruz. | Servicio militar. Donación de sangre.Prohibición de la "terapia de conversión" por motivos de orientación sexual o identidad de género en Ciudad de México (2020), Estado de México (2020), Baja California Sur (2021), Zacatecas (2021), Colima (2021), Yucatán (2021), Tlaxcala (2021), Puebla (2022), Jalisco (2022), Baja California (2022), Hidalgo (2022). Nuevo León (2022)                                            |
| Nicaragua   | Legal (desde 2008) + Decl. ONU firmada         | | | | Protección legal contra la discriminación por motivos de orientación sexual e identidad y expresión de género, únicamente en el sistema de salud (Resolución Ministerial No.671-2014). Protección legal contra la discriminación por motivos de la 'opción sexual' en el ámbito laboral.                              | Cambio de nombre y de sexo registral no está permitido. | Servicio militar.Donación de sangre. Crímenes de odio motivados por la orientación sexual, penados desde 2008. Protección contra delitos de odio motivados por la orientación sexual, identidad sexual y expresión de género desde 2021. |
| Panamá      | Legal (desde 2008) + Decl. ONU firmada         | | El artículo 34 del Código de la Familia (1994) establece que no pueden contraer matrimonio entre sí las personas del mismo sexo. En 2023, la Corte Suprema declaró que no es inconstitucional el mencionado artículo. | El artículo 55 de la Ley General de Adopciones establece que la adopción conjunta será constituida cuando las personas solicitantes sean cónyuges o convivientes en unión de hecho y de distinto sexo.                                                              | El artículo 3 de la Ley 16 (2002) prohíbe la discriminación basada en la orientación sexual para el acceso a lugares públicos. Protección legal contra la discriminación por motivos de orientación sexual y la identidad de género en leyes específicas relacionadas con información confidencial y datos sensibles. | Cambio de nombre legal y sexo registral luego de una cirugía de reasignación de sexo. | Sin fuerzas armadasEl artículo 133 del Reglamento de Disciplina de la Policía Nacional considera como faltas gravísimas de conducta practicar el lesbianismo y homosexualismo.Donación de sangre. |

## Derechos LGBTIQ+ en el Caribe y las Antillas
En la actualidad, son 5 los Estados insulares del Caribe que tipifican como ilegales las relaciones consentidas entre personas del mismo sexo. Estos son: Granada, Jamaica, San Vicente y las Granadinas, Santa Lucía y Trinidad y Tobago. 
En Puerto Rico las relaciones homosexuales estuvieron penalizadas hasta 2004 cuando entró en vigor el nuevo Código Penal. Previamente en 2003, la Corte Suprema de los Estados Unidos, cuyas decisiones también aplican en el territorio, había declarado inconstitucionales las leyes estatales que penalizaban la sodomía. En abril de 2018, La Corte Suprema de Trinidad y Tobago dictaminó que los artículos de la Ley sobre Delitos Sexuales que penalizan las relaciones homosexuales son inconstitucionales. En julio de 2022, la Corte Suprema del Caribe Oriental declaró inconstitucional la Ley de Delitos Sexuales de Antigua y Barbuda que penalizaba las relaciones entre personas del mismo sexo desde 1995. En agosto de 2022, la Suprema Corte del Caribe Oriental anuló por ser inconstitucionales las secciones 56 y 57 de la Ley de delitos contra la persona de San Cristóbal y Nieves que prohibía los actos sexuales consentidos en privado entre hombres. En diciembre de 2022, el Tribunal Supremo de Barbados anuló, en una sentencia oral, la ley que criminalizaba el sexo entre personas del mismo sexo. La sentencia escrita será emitida en enero de 2023. El 22 de abril de 2024, el Tribunal Superior de Dominica dictaminó que los artículos 14 y 16 de la Ley de delitos sexuales que castigan las relaciones homosexuales son inconstitucionales.
En la región, el matrimonio entre personas del mismo sexo, incluida la adopción, es legal en Cuba y en los territorios de Bonaire, Saba y San Eustaquio (municipios especiales de los Países Bajos); Guadalupe, Martinica, San Bartolomé y San Martín, todos sujetos a la legislación francesa; las Islas Vírgenes de los Estados Unidos y Puerto Rico, como Estado libre asociado de los Estados Unidos. Desde 2007, Aruba, Curazao y Sint Maarten, reconocen los matrimonios entre personas del mismo sexo celebrados en los Países Bajos, por fallo de la Corte Suprema de Holanda. En 2016, Aruba se convirtió en el primer país insular del Caribe en legalizar la unión civil entre parejas del mismo sexo.
Sin embargo, el matrimonio homosexual está constitucionalmente prohibido en las Islas Caimán, Islas Turcas y Caicos, Montserrat y la República Dominicana.
Cuba es de los pocos países a nivel mundial que ofrecen protección constitucional contra la discriminación basada en la orientación sexual y la identidad de género. Disposiciones legales contra la discriminación laboral basada en la orientación sexual han sido aprobadas en Cuba, Puerto Rico y Santa Lucía. En República Dominicana la orientación sexual y la identidad de género están protegidas contra la discriminación en algunos casos. Además, en Cuba funciona el Centro Nacional de Educación Sexual (CENESEX), dirigido por la sexóloga, activista y diputada Mariela Castro Espín, conocido internacionalmente por su labor en la defensa de los derechos de las personas LGBTI en la isla. 
Cuba y Puerto Rico tipifican mediante agravantes penales los crímenes de odio motivados por la orientación sexual y la identidad de género. Anguila, Antigua y Barbuda, Dominica, Granada, Montserrat, San Cristóbal y Nieves, San Vicente y las Granadinas y Santa Lucía, adoptaron oficialmente las reglas de la Corte Suprema del Caribe Oriental, bajo la Directriz de Práctica 2019 y en vigencia desde 2020, que incluye el delito de asesinato motivado por la orientación sexual de la víctima entre los delitos excepcionalmente graves. Según el informe de la Comisión Interamericana de Derechos Humanos publicado en 2024, las personas LGBTI en el Caribe siguen enfrentando situaciones de violencia, detenciones arbitrarias y falta de reconocimiento legal, lo que refleja barreras estructurales hacia la igualdad.
| País                                                                                          | Actividad sexual entre personas del mismo sexo                                                     | Reconocimiento de uniones del mismo sexo                                                                                                   | Matrimonio entre personas del mismo sexo                                                             | Adopción por parte de parejas del mismo sexo               | Legislación contra la discriminación | Reconocimiento de la identidad de género | Otras normas |
| --------------------------------------------------------------------------------------------- | -------------------------------------------------------------------------------------------------- | --- | --- | ---------------------------------------------------------- | --- | --- | --- |
| Anguila (Territorio de ultramar del Reino Unido)                                              | Legal (desde 2000). + Decl. ONU firmada                                                            | | |                                                            | Prohibición de discriminación laboral basada en la orientación sexual y la identidad de género. (desde 2018) | | Servicio militar (Reino Unido responsable de la defensa). Protección contra delitos de odio motivados por la orientación sexual desde 2020. |
| Antigua y Barbuda                                                                             | Legal (desde 2022)                                                                                 | | |                                                            | / La Ley de Protección de Datos (2013) establece que la orientación sexual es un dato personal sensible. No existen protecciones legales amplias contra la discriminación.                                                                                                 | | Servicio militar. Protección contra delitos de odio motivados por la orientación sexual desde 2020. |
| Aruba (País constituyente del Reino de los Países Bajos)                                      | Legal + Decl. ONU firmada                                                                          | Unión civil (desde 2016). | Legal (desde 2024)Reconoce matrimonios entre personas del mismo sexo celebrados en los Países Bajos. |                                                            | Prohibición de toda forma de discriminación basada en la orientación homosexual. (desde 2012) Prohibición de la incitación al odio basado en el género u orientación homosexual (desde 2012)                                                                               | | Servicio militar (Países Bajos responsable de la defensa). |
| Bahamas                                                                                       | Legal (desde 1991) + Decl. ONU firmada                                                             | | |                                                            | / La Ley de Protección de Datos (2003) incluye la “vida sexual” entre los datos personales sensibles protegidos. La Ley de Comunicaciones (2009) establece protectiones contra la incitación al odio a cualquier persona o grupo sobre la base de la preferencia sexual.   | | Discrepancia en edad de consentimiento. Servicio militar. |
| Barbados                                                                                      | Legal (desde 2022)                                                                                 | / Reconocimiento de uniones del mismo sexo para fines migratorios desde 2020 (Programa de trabajo remoto Sello de Bienvenida).             | |                                                            | Prohibición de discriminación laboral basada en la orientación sexual. (desde 2020) | | - Sin fuerzas armadas |
| Caribe Neerlandés (Bonaire, Saba y San Eustaquio) (Municipios especiales de los Países Bajos) | Legal + Decl. ONU firmada                                                                          | Legal (desde 2012). | Legal (desde 2012).                                                                                  | Legal                                                      | Prohibición de toda forma de discriminación basada en la orientación sexual. Prohibición de la incitación al odio, a la discriminación o a la violencia basada en el género u orientación homosexual. (desde 2010)                                                         | Cambio de nombre y sexo legal. | Servicio militar (Países Bajos responsable de la defensa). |
| Cuba                                                                                          | Legal (desde 1979) + Decl. ONU firmada                                                             | Unión de hecho. (desde 2022) | Legal (desde 2022)                                                                                   | Legal (desde 2022) Se reconoce la comaternidad desde 2020. | Prohibición constitucional contra toda forma de discriminación basada en la orientación sexual y la identidad de género. (desde 2019) Prohibición de la incitación a la discriminación basada en la orientación sexual y la identidad de género. (desde 2022)              | Cambio de nombre y sexo legal (desde 2008) | Servicio militar (desde 1993). Gestación subrogada altruista legal. Protección contra delitos de odio motivados por la orientación sexual y la identidad de género. |
| Curazao (País constituyente del Reino de los Países Bajos)                                    | Legal + Decl. ONU firmada                                                                          | Legal (desde 2024) | Legal (desde 2024)Reconoce matrimonios entre personas del mismo sexo celebrados en los Países Bajos. |                                                            | Prohibición de toda forma de discriminación basada en la orientación homosexual. (desde 2014) Prohibición de la incitación al odio, a la discriminación o a la violencia basada en el género u orientación homosexual. (desde 2011)                                        | | Servicio militar (Países Bajos responsable de la defensa). |
| Dominica                                                                                      | Legal (desde 2024) + Decl. ONU firmada                                                             | | |                                                            | | | Sin fuerzas armadas Protección contra delitos de odio motivados por la orientación sexual desde 2020. |
| Granada                                                                                       | Hombres Ilegal (Pena: Hasta 10 años de prisión) Mujeres legal                                      | | |                                                            | El Código para Fiscales (2013) establece que si un delito está motivado por cualquier forma de discriminación u hostilidad contra la orientación sexual o la identidad de género de la víctima, es más probable que el enjuiciamiento del delito sea "de interés público". | | Sin fuerzas armadas Protección contra delitos de odio motivados por la orientación sexual desde 2020. |
| Guadalupe (Departamento de ultramar de Francia)                                               | Legal (desde el 1791). + Decl. ONU firmada                                                         | Pacto civil de solidaridad (desde 1999).                                                                                                   | Legal (desde 2013).                                                                                  | Legal                                                      | Prohibición de toda forma de discriminación basada en la orientación sexual y la identidad sexual. Prohibición de la incitación a la discriminación, al odio o la violencia basada en la orientación sexual. (desde 2005)                                                  | Cambio de nombre y sexo legal (bajo la legislación francesa). | Servicio militar. Protección contra delitos de odio motivados por la orientación sexual. |
| Haití                                                                                         | Legal (desde 1791).                                                                                | | |                                                            | Prohibición de toda forma de discriminación basada en la orientación sexual incluida en nuevo Código Penal (Prórroga para la entrada en vigor hasta junio de 2025) | | - Sin fuerzas armadas |
| Islas Caimán (Territorio de ultramar del Reino Unido)                                         | Legal (desde 2000). + Decl. ONU firmada                                                            | Unión civil (desde 2020). | Caso pendiente en el Reino Unido.                                                                    | [ 137 ]                                                    | Prohibición de algunas formas de discriminación basada en la orientación sexual. (Ley de Tierras Públicas (2017) y Reglamento General sobre Libertad de Información (2021)).                                                                                               | | Discrepancia en edad de consentimiento. Servicio militar (Reino Unido responsable de la defensa). Protección contra delitos motivados por prejuicios u odios basados en la orientación sexual en la Ley de Sentencias Alternativas y el Reglamento sobre Antecedentes Penales. |
| Islas Turcas y Caicos (Territorio de ultramar del Reino Unido)                                | Legal (desde 2000). + Decl. ONU firmada                                                            | | Prohibición constitucional (desde 2011).                                                             |                                                            | Prohibición constitucional contra toda forma de discriminación basada en la orientación sexual.(desde 2011). | | Servicio militar (Reino Unido responsable de la defensa). |
| Islas Vírgenes Británicas (Territorio de ultramar del Reino Unido)                            | Legal (desde 2000). + Decl. ONU firmada                                                            | | |                                                            | Prohibición constitucional contra toda forma de discriminación basada en la orientación sexual. (desde 2007) | | Servicio militar (Reino Unido responsable de la defensa). |
| Islas Vírgenes de los Estados Unidos                                                          | Legal (desde 1985). + Decl. ONU firmada                                                            | [ 42 ] | Legal (desde 2015).                                                                                  | Legal                                                      | Prohibición de algunas formas de discriminación basada en la orientación sexual y la identidad de género. | Cambio de nombre y sexo legal. | Servicio militar (Estados Unidos responsable de la defensa). Protección contra delitos de odio motivados por la orientación sexual y la identidad de género desde 2014. |
| Jamaica                                                                                       | Hombres ilegal (Pena: Hasta 10 años de prisión y trabajos forzados) Mujeres legal                  | | |                                                            | Prohibición de algunas formas de discriminación basada en la orientación sexual (sector público) | | Servicio militar. |
| Martinica (Departamento de ultramar de Francia)                                               | Legal (desde el 1791). + Decl. ONU firmada                                                         | Pacto civil de solidaridad (desde 1999).                                                                                                   | Legal (desde 2013).                                                                                  | Legal                                                      | Prohibición de toda forma de discriminación basada en la orientación sexual y la identidad sexual. Prohibición de la incitación a la discriminación, al odio o la violencia basada en la orientación sexual. (desde 2005)                                                  | Cambio de nombre y sexo legal (bajo la legislación francesa). | Servicio militar. Protección contra delitos de odio motivados por la orientación sexual. |
| Montserrat (Territorio de ultramar del Reino Unido)                                           | Legal (desde 2000). + Decl. ONU firmada                                                            | | Prohibición constitucional (desde 2010).                                                             |                                                            | Prohibición constitucional contra toda forma de discriminación basada en la orientación sexual. (desde 2010) | | Servicio militar (Reino Unido responsable de la defensa). Protección contra delitos de odio motivados por la orientación sexual desde 2020. |
| Puerto Rico (Territorio no incorporado de los Estados Unidos)                                 | Legal (desde 2003). + Decl. ONU firmada                                                            | Reconoce a parejas del mismo sexo bajo la Ley de Beneficios de Salud para Empleados Públicos y la Ley de Violencia Doméstica (desde 2013). | Legal (desde 2015).                                                                                  | Legal (desde 2015).                                        | Prohibición de discriminación laboral basada en la orientación sexual. | Cambio de nombre y sexo registral legal. | Servicio militar. Donación de sangre. Protección contra delitos de odio motivados por la orientación sexual y la identidad de género. Prohibición de la "terapia de conversión" por motivos de orientación sexual o identidad de género (2019)                                 |
| República Dominicana                                                                          | Legal (desde 1883). + Decl. ONU firmada                                                            | | Prohibición constitucional (desde 2010).                                                             |                                                            | Prohibición de algunas formas de discriminación basada en la orientación sexual y la identidad de género. | Cambio de sexo registral no está permitido. El proceso de cambio de nombre de la Ley Orgánica de los Actos del Estado Civil' (2023) y su Reglamento no garantizan un procedimiento a personas transgénero. | Servicio militar. El artículo 210 del Código de Justicia Policial (1966) prohíbe la sodomía. Donación de sangre. |
| San Bartolomé (Colectividad de ultramar de Francia)                                           | Legal (desde el 1791). + Decl. ONU firmada                                                         | Pacto civil de solidaridad (desde 1999).                                                                                                   | Legal (desde 2013).                                                                                  | Legal                                                      | Prohibición de toda forma de discriminación basada en la orientación sexual y la identidad sexual. Prohibición de la incitación a la discriminación, al odio o la violencia basada en la orientación sexual. (desde 2005)                                                  | Cambio de nombre y sexo legal (bajo la legislación francesa). | Servicio militar. Protección contra delitos de odio motivados por la orientación sexual. |
| San Cristóbal y Nieves                                                                        | Legal (desde el 2022)                                                                              | | |                                                            | | | Servicio militar. Protección contra delitos de odio motivados por la orientación sexual desde 2020. |
| San Martín (Colectividad de ultramar de Francia)                                              | Legal (desde el 1791). + Decl. ONU firmada                                                         | Pacto civil de solidaridad (desde 1999).                                                                                                   | Legal (desde 2013).                                                                                  | Legal                                                      | Prohibición de toda forma de discriminación basada en la orientación sexual y la identidad sexual. Prohibición de la incitación a la discriminación, al odio o la violencia basada en la orientación sexual. (desde 2005)                                                  | Cambio de nombre y sexo legal (bajo la legislación francesa). | Servicio militar. Protección contra delitos de odio motivados por la orientación sexual. |
| San Vicente y las Granadinas                                                                  | Ilegal (Pena: Hasta 10 años de prisión)                                                            | | |                                                            | | | Sin fuerzas armadas Protección contra delitos de odio motivados por la orientación sexual desde 2020. |
| Santa Lucía                                                                                   | Hombres Ilegal (Pena: Hasta 10 años de prisión) Mujeres legal                                      | / Reconocimiento de parejas del mismo sexo en la Ley de Violencia Doméstica. (desde 2022)                                                  | |                                                            | Prohibición de discriminación laboral basada en la orientación sexual. (desde 2006) | | Sin fuerzas armadas Protección contra delitos de odio motivados por la orientación sexual desde 2020. |
| Sint Maarten (País constituyente del Reino de los Países Bajos)                               | Legal + Decl. ONU firmada                                                                          | | / Reconoce matrimonios entre personas del mismo sexo celebrados en los Países Bajos.                 |                                                            | Prohibición de toda forma de discriminación basada en la orientación homosexual. (desde 2012) Prohibición de la incitación al odio, a la discriminación o a la violencia basada en el género u orientación homosexual. (desde 2013)                                        | | Servicio militar (Países Bajos responsable de la defensa). |
| Trinidad y Tobago                                                                             | Ilegal desde 2025 (Pena: Hasta 5 años de prisión) Se mantuvo legal desde 2018 hasta marzo de 2025. | | |                                                            | Prohibición de algunas formas de discriminación basada en la orientación sexual. | / Cambio de nombre legal. Cambio de sexo registral no está permitido. | Servicio militar./Donación de sangre (restricción: prórroga de 3 meses para donantes que hayan tenido relaciones sexuales entre hombres). |

## Derechos LGBTIQ+ en América del Sur
La actividad sexual entre personas del mismo sexo es legal en todos los países de América del Sur, a excepción de Guyana. La región, en especial el Cono Sur, con la excepción de Paraguay, posee las legislaciones más progresistas en el mundo, respecto a derechos LGBTI.
Bolivia y Ecuador son de los pocos países a nivel mundial que ofrecen protección constitucional contra la discriminación basada en la orientación sexual y la identidad de género. El territorio de ultramar de las Islas Malvinas solo incluye en su constitución la orientación sexual. Adicionalmente, en Bolivia, Chile, Perú y Uruguay han aprobado leyes antidiscriminación, a nivel nacional, que incluyen la orientación sexual y la identidad de género. Paraguay y Venezuela protegen dichas categorías en leyes específicas. Colombia y Surinam protegen solo la orientación sexual de la discriminación. En Argentina y Brasil solo lo hacen algunas provincias o estados. En tanto, Guayana Francesa se rige por la legislación francesa.
La unión civil entre personas del mismo sexo es legal a nivel nacional en Argentina, Bolivia, Brasil, Chile, Colombia, Ecuador y Uruguay. Buenos Aires fue la primera ciudad en América Latina en legalizar las uniones civiles para personas del mismo sexo en el año 2003. Asimismo, en 2005 la provincia de Río Negro, en 2007 Villa Carlos Paz, Provincia de Córdoba y en 2009 Río Cuarto, Provincia de Córdoba. también aprobaron leyes similares. En 2020 la primera pareja homosexual pudo registrarse como unión libre en Bolivia.
En tanto, el matrimonio entre personas del mismo sexo es legal en Argentina, Brasil, Chile, Colombia, Ecuador, Guayana Francesa, las Islas Malvinas y Uruguay; cuyas legislaciones también reconocen la unión civil homosexual y la adopción homoparental a excepción de la ecuatoriana respecto a este último punto. Sin embargo, las constituciones de Bolivia, Paraguay y Venezuela restringen el matrimonio y solo está permitido a parejas de distinto sexo.
Las personas transgénero pueden acceder al cambio de nombre legal y sexo registral en documentos oficiales, en la mayoría de los países de la región. En Argentina, Chile, Colombia, Ecuador y Uruguay las personas trans pueden acceder al cambio de nombre y sexo mediante un proceso administrativo y sin necesidad de requisitos prohibitivos. Hasta 2018, en Chile y Uruguay se requería de un permiso judicial. En Bolivia la Ley de Identidad de Género, que garantiza un trámite administrativo, solicita un informe psicológico para la modificación de los datos. Hasta 2024, en Ecuador se requierían dos testigos para la sustitución de la palabra “sexo” por “género” en el documento de identidad; y de un permiso judicial para cambiar el sexo registrado en el certificado de nacimiento. En Perú el cambio de sexo registral se solicita mediante un proceso judicial y cumpliendo con ciertos requisitos que pueden llegan a ser, según el juez, evaluaciones psicológicas y psiquiátricas, una intervención médica o cirugía de reasignación de sexo. En noviembre de 2016, el Tribunal Constitucional del Perú determinó que la transexualidad no es una patología y reconoció el derecho a la identidad de género, permitiendo que los jueces civiles puedan tramitar y resolver las demandas de cambio de nombre y de sexo en los documentos de identidad, sin embargo fallos favorables de cambio de sexo registral han sido apelados. En Brasil, por decisión del Supremo Tribunal Federal en marzo de 2018, se reconoce el derecho al cambio de identidad de género, sin necesidad de cumplir con requisitos prohibitivos ni autorización judicial.
Es posible el cambio de sexo en los registros para menores de edad en Argentina, Brasil, Chile, Colombia, Ecuador y Uruguay. Sin embargo, solo Argentina, Chile y Uruguay consagran explícitamente en sus respectivas leyes que los menores de dieciocho años pueden acceder al cambio de sexo registral, acorde a su identidad auto-percibida.
Desde marzo de 2022, Chile prohíbe la discriminación basada en las "características sexuales" en virtud de la Ley 21.430, protegiendo así a niños, niñas y adolescentes intersex. En Brasil y Chile se permite inscribir a niños intersex en una tercera categoría de sexo registral, aparte de masculino y femenino.
Recientemente Argentina fue el primer país de la región en reconocer identidades más allá de las categorías binarias de género en los sistemas de registro e identificación. Los alcances de esta medida involucran a las identidades no binarias y otras en el pasaporte, y en la documentación de todas personas con DNI emitido por la República Argentina, independientemente de su nacionalidad o estatus migrante, refugiado o apátriada.
| País                                                    | Actividad sexual entre personas del mismo sexo                      | Reconocimiento de uniones del mismo sexo | Matrimonio entre personas del mismo sexo | Adopción por parte de parejas del mismo sexo | Legislación contra la discriminación | Reconocimiento de la identidad de género | Otras normas |
| ------------------------------------------------------- | ------------------------------------------------------------------- | --- | --- | --- | --- | --- | --- |
| Argentina                                               | Legal (desde 1816) + Decl. ONU firmada                              | Unión convivencial (desde 2015). | Legal (desde 2010). | Legal (desde 2010). | Prohibición de discriminación basada en la orientación sexual en la salud (2009).Prohibición de discriminación laboral basada en la identidad de género y/o su expresión (2021). Prohibición de algunas formas de discriminación basada en la orientación sexual y la identidad de género y/o su expresión, en algunas provincias y en la Ciudad Autónoma de Buenos Aires. | Cambio de nombre y sexo registral sin necesidad de permiso judicial ni cirugías previas. (desde 2012)Acceso a prestaciones de salud que garantizan la adecuación corporal en el sistema de salud. 1% cupo laboral para personas trans en el sector público. (Decreto 721/2020)Reconocimiento de género no binario en documentos de identidad y pasaportes. (desde 2021)                          | Servicio militar (desde 2009). Donación de sangre (sin restricciones). Acceso a la reproducción asistida Protección contra delitos de odio motivados por la orientación sexual y la identidad de género o su expresión desde 2012. Prohibición de todo diagnóstico de salud mental basado en la elección o identidad sexual (2010) |
| Bolivia                                                 | Legal (desde 1831) + Decl. ONU firmada                              | Unión libre (desde 2020). | Prohibición constitucional (desde 2009). | Las parejas en unión libre pueden adoptar bajo el Código de Niño, Niña y Adolescente (2014). Sin embargo, la Sentencia Constitucional Plurinacional SCP 0577/2022-S2 en relación a las uniones libres, no abordó expresamente el derecho a la adopción por parte de parejas del mismo sexo, evitando pronunciarse sobre el tema. | Prohibición constitucional contra toda forma de discriminación basada en la orientación sexual y la identidad de género. Prohibición de la difusión e incitación a la discriminación, violencia y persecución basada en la orientación sexual e identidad de género. (desde 2010)                                                                                          | Cambio de nombre y sexo registral sin necesidad de permiso judicial ni cirugías previas. (desde 2016). | Servicio militar. Donación de sangre (sin restricciones). Protección contra delitos de odio motivados por la orientación sexual y la identidad de género desde 2010. Prohibición de la "terapia de conversión" por motivos de orientación sexual o identidad de género, en el área de la salud. (2022) |
| Brasil                                                  | Legal (desde 1830) + Decl. ONU firmada                              | Unión estable (desde 2011). | Legal (desde 2013). | Legal (desde 2010). | Prohibición de toda forma de discriminación basada en la orientación sexual.(desde 2019) Prohibición de la incitación a la discriminación basada en la orientación sexual y la identidad de género. (desde 2019) | Cambio de nombre y sexo registral luego de una cirugía de reasignación de sexo. (desde 2009) Sin necesidad de permiso judicial ni cirugías previas. (desde 2018).Tercer sexo para niños intersex en certificados de nacimiento. (desde 2021)Reconocimiento de género no binario en documentos oficiales. (desde 2021)                                                                            | Servicio militar (desde 1969). Donación de sangre (veto temporal de 1 año). En 2019, el Supremo Tribunal Federal dictaminó que la ley sobre delitos motivados por el prejuicio de raza o color (Ley 7.761) abarcará los crímenes motivados por la orientación sexual y la identidad de género de la víctima. Prohibición de la "terapia de conversión" por motivos de orientación sexual (1999) o identidad de género (2018) |
| Chile                                                   | Legal (desde 1999) + Decl. ONU firmada                              | Acuerdo de Unión civil (desde 2015). | Legal (desde 2022) | Legal (desde 2022). Se reconoce la comaternidad y la copaternidad desde 2017. | Prohibición de toda forma de discriminación basada en la orientación sexual, la identidad de género y la expresión de género. (Ley Zamudio desde 2012) Prohibición de discriminación basada en las características sexuales (Ley 21.430) | Cambio de nombre y sexo registral desde 1974. Sin necesidad de permiso judicial u otro requisito prohibitivo (desde 2019).Acceso a prestaciones de salud que garantizan la adecuación corporal en el sistema de salud.Tercer sexo "I" para niños intersex en certificados de nacimiento.Reconocimiento de género no binario "X" en documentos oficiales. Requiere permiso judicial. (desde 2022) | Servicio militar. Donación de sangre (sin restricciones). Protección contra delitos de odio motivados por la orientación sexual y la identidad de género desde 2012. Tipifica como delito todo acto de tortura basado en la orientación sexual y la identidad de género de la víctima desde 2016. Tipifica como delito el femicidio con motivo de la orientación sexual, identidad de género o expresión de género de la víctima (2020). Prohibición de todo diagnóstico de salud mental basado en la identidad u orientación sexual (2021). |
| Colombia                                                | Legal (desde 1981) + Decl. ONU firmada                              | Unión marital de hecho (desde 2007). | Legal (desde 2016). | Legal (desde 2015). | Prohibición de toda forma de discriminación basada en la orientación sexual. (desde 2011) Prohibición de la incitación al hostigamiento y actos orientados a causar daños físicos o morales por motivos de orientación sexual. (desde 2011) | Cambio de nombre y sexo registral sin necesidad de permiso judicial ni cirugías previas. (Decreto 1227 desde 2015).Reconocimiento de género no binario en documentos de identidad. (desde 2022) | Servicio militar (desde 1999). Donación de sangre (sin restricciones). Protección contra delitos de odio motivados por la orientación sexual desde 2000. Tipifica como delito el feminicidio por motivos de identidad de género (2015). |
| Ecuador                                                 | Legal (desde 1997) + Decl. ONU firmada                              | Unión de hecho (desde 2008). | Legal (desde 2019). | Prohibición constitucional (desde 2008). Se reconoce la comaternidad desde 2018. La Inscripción de nacimiento de hijos, en caso de progenitoras del mismo sexo mediante reproducción asistida se encuentra reglamentada por el Registro Civil.                                                                                   | Prohibición constitucional contra toda forma de discriminación basada en la orientación sexual y la identidad de género. (desde 2008) Prohibición de la incitación a la discriminación basada en la identidad de género u orientación sexual. (desde 2009) | Cambio de nombre y mención de sexo o género en documentos de identidad es legal. No se requiere de un permiso judicial ni de otros requisitos prohibitivos. (desde 2024) | Servicio militar (desde 2009). Protección contra delitos de odio motivados por la orientación sexual y la identidad de género desde 2009. Prohibición de la "terapia de conversión" por motivos de orientación sexual o identidad de género (2012/2014) |
| Guayana Francesa (Departamento de ultramar de Francia)  | Legal (desde 1791) + Decl. ONU firmada                              | Pacto civil de solidaridad (desde 1999). | Legal (desde 2013). | Legal | Prohibición de toda forma de discriminación basada en la orientación sexual y la identidad sexual. Prohibición de la incitación a la discriminación, al odio o la violencia basada en la orientación sexual. (desde 2005) | Cambio de nombre y sexo legal (bajo la legislación francesa). | Servicio militar. |
| Guyana                                                  | Ilegal (Pena: Cadena perpetua)                                      | | | Personas LGBT pueden adoptar como solteros según la Agencia de Cuidado y Protección de los niños. | / La Ley de Protección de Datos (2023) establece que son "datos personales sensibles" aquellos que consisten en información sobre la orientación sexual o la vida sexual de un titular de los datos. | | Servicio militar. La Política de Personal de la Fuerza de Defensa de Guyana define la homosexualidad y el travestismo como tendencias antinaturales y prohíbe la transexualidad. Establece que dichas prácticas resultarán en la baja. |
| Islas Malvinas (Territorio de ultramar del Reino Unido) | Legal (desde 1989) + Decl. ONU firmada                              | Legal (desde 2017). | Legal (desde 2017). | Legal (desde 2017). | Prohibición constitucional contra toda forma de discriminación basada en la orientación sexual. (desde 2008) Prohibición de la incitación al odio basado en la orientación sexual. (desde 2014) | | Servicio militar (Reino Unido responsable de la defensa). Protección contra delitos de odio motivados por la orientación sexual desde 2014. |
| Paraguay                                                | Legal (desde 1990) + Decl. ONU firmada                              | Prohibición constitucional (unión de hecho) (desde 1992). | Prohibición constitucional (desde 1992). | | Prohibición de algunas formas de discriminación basada en la orientación sexual y la identidad de género. | Cambio de sexo registral no está permitido. | Discrepancia en edad de consentimiento. Servicio militar. Donación de sangre. Prohibición de todo diagnóstico de salud mental basado en la elección o identidad sexual (2022)Restricción a la libertad de expresión: El Ministerio de Educación y Ciencias emitió la Resolución n.º 29.664 (2017) que prohíbe la difusión y el uso de materiales educativos que se refieran a la “teoría y/o ideología de género”. |
| Perú                                                    | Legal (desde 1921) + Decl. ONU firmada                              | La Constitución (1993) establece que el concubinato es la unión estable de un varón y una mujer./ Reconocimiento de convivientes del mismo sexo del personal de la salud fallecido a consecuencia del COVID-19. (Decreto Supremo N.º 220-2020-EF) | El Código Civil establece que la "homosexualidad" es causal de divorcio, separación y anulabilidad del matrimonio. El artículo 234 establece que el matrimonio es la unión entre un varón y una mujer. | | Prohibición de toda forma de discriminación basada en la orientación sexual y la identidad de género. (Decreto Legislativo 1323) Prohibición de la incitación a la discriminación basada en la orientación sexual y la identidad de género. (desde 2017) | El cambio de nombre y de sexo registral ha sido posible mediante un proceso judicial en casos excepcionales, no existe un procedimiento por ley. | Servicio militar. Donación de sangre (sin prohibición). Protección contra delitos de odio motivados por la orientación sexual y la identidad de género desde 2017. Prohibición de la "terapia de conversión" por motivos de orientación sexual en Apurímac (2008). |
| Surinam                                                 | Legal (desde 1869)                                                  | | / En febrero de 2025, mediante sentencia judicial, se registró oficialmente el matrimonio de dos parejas del mismo sexo que contrajeron matrimonio en el extranjero.En febrero de 2023, la Corte Constitucional de Surinam dictaminó que la prohibición del matrimonio entre personas del mismo sexo no viola la Constitución. | | Prohibición de toda forma de discriminación basada en la orientación sexual. (desde 2015) Prohibición de discriminación laboral basada en la identidad de género. (desde 2022) Prohibición de la incitación al odio, la discriminación o la violencia basada en la orientación sexual. (desde 2015)                                                                        | El cambio de nombre y de sexo registral ha sido posible mediante un proceso judicial en casos excepcionales, no existe un procedimiento por ley. | Edad de consentimiento igualitaria desde 2015. Servicio militar. |
| Uruguay                                                 | Legal (desde 1934) + Decl. ONU firmada                              | Unión civil (desde 2008). | Legal (desde 2013). | Legal (desde 2009). | Prohibición de toda forma de discriminación basada en la orientación sexual y la identidad de género. (desde 2004) Prohibición de la incitación al odio, desprecio o violencia basada en la orientación sexual o la identidad sexual. (desde 2003) Tipifica la instigación al genocidio por orientación sexual. (desde 2006)                                               | Cambio de nombre y sexo registral sin necesidad de cirugías previas. Se requiere permiso judicial (desde 2009). Sin necesidad de permiso judicial (desde 2019) 1% cupo laboral para personas trans en el sector público. Acceso a prestaciones de salud que garantizan la adecuación corporal en el sistema de salud.                                                                            | Servicio militar (desde 2009). Donación de sangre (veto temporal de 1 año). Protección contra delitos de odio motivados por la orientación sexual y la identidad sexual desde 2003. Tipifica como delito el genocidio y tortura fundado en razones de orientación sexual desde 2006. Prohibición de todo diagnóstico de salud mental basado en la orientación sexual y la identidad de género (2017) Prohibición de procedimientos médicos innecesarios en niñas, niños y adolescentes intersexuales.                                        |
| Venezuela                                               | Legal de facto (desde la independencia en 1811) + Decl. ONU firmada | | | / Se reconoce la comaternidad desde 2016. (TSJ sentencia 1187) | Prohibición de algunas formas de discriminación basada en la orientación sexual y la identidad y/o expresión de género. Prohibición de la incitación a la discriminación, la intolerancia, la violencia y la apología al odio basada en la orientación sexual, identidad de género y expresión de género desde 2017.                                                       | La fotografía de la cédula de identidad adecuada a la identidad de género que manifiesta la persona. | Servicio militar. Donación de sangre (veto). |

## Opinión pública
América Latina, a nivel general sigue mostrándose como conservadora con respecto a la homosexualidad. No obstante, los países del Cono Sur: Argentina, Chile y Uruguay, avanzan hacia un escenario más laico y tolerante con respecto a la homosexualidad, en un continente que tiene en Centroamérica el núcleo social más conservador.
Según la "Encuesta Global LGBT+ Pride" publicada en 2021 por la encuestadora Ipsos, en los 6 países latinoamericanos encuestados una mayoría esta de acuerdo con que las parejas del mismo sexo deben poder obtener derecho a algún tipo de reconocimiento legal, con los porcentajes más altos en Argentina (82%) y Chile (82%). Al preguntar la opinión sobre el matrimonio entre personas del mismo sexo, solo en Argentina (73%), Chile (65%), México (63%) y Brasil (55%), una mayoría se mostró de acuerdo con que las parejas del mismo sexo deberían tener permitido casarse legalmente, mientras que en Colombia (46%) y Perú (35%) solo una minoría se inclina por dicha opción. De acuerdo al estudio realizado por la encuestadora Invamer en 2021 en Colombia, un 54% se mostró favorable ante la pregunta si está de acuerdo con el matrimonio civil entre parejas homosexuales, contra un 42% que lo rechaza.
En 2021, el Instituto Williams publica el Índice de Aceptación Global LGBTI, el cual incorpora datos de encuestas de 175 países, entre 2017 y 2020, sobre las creencias y actitudes sociales hacia a las personas y políticas LGBTI con el fin de generar una puntuación de aceptación de cada país. Según el estudio, América del Sur tuvo un cambio positivo, en contrario con la situación de América Central y el Caribe.
| 16  | Uruguay                      |
| 24  | Brasil                       |
| 26  | Argentina                    |
| 29  | Chile                        |
| 31  | México                       |
| 33  | Costa Rica                   |
| 35  | Colombia                     |
| 41  | Cuba                         |
| 46  | Nicaragua                    |
| 47  | Venezuela                    |
| 48  | Ecuador                      |
| 52  | Panamá                       |
| 55  | Bolivia                      |
| 56  | El Salvador                  |
| 60  | Honduras                     |
| 61  | Perú                         |
| 65  | República Dominicana         |
| 71  | Paraguay                     |
| 72  | Guatemala                    |
| 73  | Trinidad y Tobago            |
| 74  | Surinam                      |
| 76  | Barbados                     |
| 79  | Guyana                       |
| 85  | Belice                       |
| 88  | Bahamas                      |
| 91  | Granada                      |
| 93  | Jamaica                      |
| 95  | Santa Lucía                  |
| 98  | San Cristóbal y Nieves       |
| 109 | Dominica                     |
| 114 | Antigua y Barbuda            |
| 123 | Haití                        |
| 135 | San Vicente y las Granadinas |

De acuerdo a un estudio del Pew Research Center sobre actitudes sociales sobre cuestiones morales, publicado en 2014, solo en Argentina, Brasil, Chile, México y Uruguay, hay un porcentaje mayor de personas partidarias del matrimonio entre personas del mismo sexo. Por otro lado, en El Salvador, Guatemala, Honduras y Paraguay, el rechazo al matrimonio homosexual supera el 80 por ciento. Estos países, junto con Nicaragua y la República Dominicana, también encabezan la lista de países donde más del 80 por ciento de las personas encuestadas consideran a la homosexualidad como un comportamiento incorrecto en términos morales.
| Argentina   | 74% | 21% |
| Bolivia     | 43% | 49% |
| Brasil      | 60% | 36% |
| Chile       | 68% | 24% |
| El Salvador | 34% | 62% |
| México      | 61% | 30% |
| Venezuela   | 51% | 42% |

| ¿Usted cree personalmente que la homosexualidad es moralmente aceptable, inaceptable, o no es una cuestión moral? | ¿Usted cree personalmente que la homosexualidad es moralmente aceptable, inaceptable, o no es una cuestión moral? | ¿Usted cree personalmente que la homosexualidad es moralmente aceptable, inaceptable, o no es una cuestión moral? | ¿Usted cree personalmente que la homosexualidad es moralmente aceptable, inaceptable, o no es una cuestión moral? | ¿Usted cree personalmente que la homosexualidad es moralmente aceptable, inaceptable, o no es una cuestión moral? |
| País | Moralmente aceptable                                                                                              | Moralmente inaceptable                                                                                            | No es una cuestión moral                                                                                          | |
| --- | --- | --- | --- | --- |
| Argentina | 49% | 27% | 20% | |
| Bolivia | 32% | 51% | 9% | |
| Brasil | 44% | 39% | 14% | |
| Chile | 45% | 32% | 13% | |
| El Salvador | 18% | 70% | 9% | |
| México | 36% | 40% | 15% | |
| Venezuela | 32% | 49% | 12% | |

| Argentina | 76% | 19% |
| Brasil    | 67% | 23% |
| México    | 69% | 24% |

En 2016, un estudio mundial de la Asociación Internacional de Gays y Lesbianas (ILGA), denominado "Encuesta global de actitudes sobre personas lesbianas, gays, bisexuales, trans e intersexuales", efectuado a 14 Estados de Latinoamérica y el Caribe, reveló que ante la pregunta «Ser LGBTI debería ser considerado un delito», un 60% de los encuestados en la región rechazó esta propuesta, mientras que solo el 15% estuvo de acuerdo con ella y el 25% no estuvo de acuerdo ni en desacuerdo. A nivel regional, un promedio de 81% de los encuestados no tendrían ninguna preocupación si tuvieran un vecino homosexual, mientras que el 11% indicó que se sentiría "algo incómodo", y solo el 8% de los encuestados respondió que sería "muy incómodo".
| Ser LGBTI debe ser considerado un delito. | Ser LGBTI debe ser considerado un delito. | Ser LGBTI debe ser considerado un delito. | Ser LGBTI debe ser considerado un delito. | Ser LGBTI debe ser considerado un delito. |
| País                                      | Algo/Muy de acuerdo                       | Neutral                                   | Algo/Muy en desacuerdo                    |                                           |
| ----------------------------------------- | ----------------------------------------- | ----------------------------------------- | ----------------------------------------- | ----------------------------------------- |
| Argentina                                 | 13%                                       | 20%                                       | 67%                                       |                                           |
| Bolivia                                   | 18%                                       | 29%                                       | 54%                                       |                                           |
| Brasil                                    | 11%                                       | 21%                                       | 68%                                       |                                           |
| Chile                                     | 8%                                        | 7%                                        | 84%                                       |                                           |
| Colombia                                  | 13%                                       | 27%                                       | 60%                                       |                                           |
| Costa Rica                                | 12%                                       | 24%                                       | 64%                                       |                                           |
| Ecuador                                   | 14%                                       | 27%                                       | 59%                                       |                                           |
| Jamaica                                   | 20%                                       | 32%                                       | 47%                                       |                                           |
| México                                    | 12%                                       | 26%                                       | 62%                                       |                                           |
| Nicaragua                                 | 14%                                       | 30%                                       | 56%                                       |                                           |
| Perú                                      | 16%                                       | 27%                                       | 57%                                       |                                           |
| Rep. Dominicana                           | 18%                                       | 25%                                       | 56%                                       |                                           |
| Trinidad y Tobago                         | 20%                                       | 28%                                       | 52%                                       |                                           |
| Venezuela                                 | 13%                                       | 27%                                       | 60%                                       |                                           |

| ¿Cómo te sentirías si tu vecino fuera gay o lesbiana? | ¿Cómo te sentirías si tu vecino fuera gay o lesbiana? | ¿Cómo te sentirías si tu vecino fuera gay o lesbiana? | ¿Cómo te sentirías si tu vecino fuera gay o lesbiana? | ¿Cómo te sentirías si tu vecino fuera gay o lesbiana? |
| País                                                  | No me preocupa                                        | Algo incómodo                                         | Muy incómodo                                          |                                                       |
| ----------------------------------------------------- | ----------------------------------------------------- | ----------------------------------------------------- | ----------------------------------------------------- | ----------------------------------------------------- |
| Argentina                                             | 88%                                                   | 8%                                                    | 5%                                                    |                                                       |
| Bolivia                                               | 78%                                                   | 14%                                                   | 9%                                                    |                                                       |
| Brasil                                                | 86%                                                   | 6%                                                    | 9%                                                    |                                                       |
| Chile                                                 | 85%                                                   | 8%                                                    | 7%                                                    |                                                       |
| Colombia                                              | 83%                                                   | 11%                                                   | 6%                                                    |                                                       |
| Costa Rica                                            | 86%                                                   | 9%                                                    | 4%                                                    |                                                       |
| Ecuador                                               | 78%                                                   | 13%                                                   | 9%                                                    |                                                       |
| Jamaica                                               | 70%                                                   | 15%                                                   | 14%                                                   |                                                       |
| México                                                | 81%                                                   | 10%                                                   | 8%                                                    |                                                       |
| Nicaragua                                             | 85%                                                   | 7%                                                    | 8%                                                    |                                                       |
| Perú                                                  | 81%                                                   | 13%                                                   | 6%                                                    |                                                       |
| Rep. Dominicana                                       | 79%                                                   | 14%                                                   | 7%                                                    |                                                       |
| Trinidad y Tobago                                     | 76%                                                   | 14%                                                   | 10%                                                   |                                                       |
| Venezuela                                             | 85%                                                   | 9%                                                    | 6%                                                    |                                                       |

### Personas trans
En lo que respecta a las personas transgénero, de acuerdo a un estudio de Ipsos publicado en 2018 y titulado «Actitudes globales hacia las personas transgénero» realizado en 27 países, reveló que los 6 países latinoamericanos encuestados (Argentina, Brasil, Chile, Ecuador, México y Perú), en su mayoría presentan actitudes positivas hacia los derechos de las personas trans al comparar las cifras a nivel global.
Según la afirmación "Son así por motivos naturales", Chile, Argentina, Ecuador y México presentan cifras positivas sobre el promedio mundial (51%). Todos los países encuestados de la región manifiestan fuerte rechazo a la pregunta "Tienen un tipo de enfermedad mental", por sobre el promedio mundial (60%). Sólo en Ecuador están de acuerdo mayoritariamente y por sobre el promedio mundial (32%), ante la afirmación "Tienen un lugar especial en la sociedad".
Entre los 27 países encuestados, un 65% en promedio no está de acuerdo con el mensaje "Están violando las tradiciones de mi cultura", con fuerte rechazo en Argentina (75%) y Chile (74%). Los países latinos mayoritariamente están de acuerdo con que las personas trans "Debiesen ser protegidas por el gobierno de la discriminación" encabezando la lista mundial Argentina, Chile, México y Ecuador.
De acuerdo al estudio, Chile es el país en el mundo que más está de acuerdo con las afirmaciones "Se les debería permitir la cirugía para que su cuerpo coincida con su identidad de género" (82%) y "Debiesen permitírseles concebir o dar a luz a un niño" (78%), comparado con un 66% y 59% a nivel global, respectivamente. Los seis países de la región manifiestan mayoritaria aceptación ante la pregunta "Deberían poder servir en el ejercito" con fuerte apoyo en México (77%), Argentina y Chile (72%).
Después de España (73%), Chile (69%) y Argentina (67%) son los países que más apoyan que las personas trans "Debiesen poder usar los baños públicos destinados al sexo con el cual se identifican, siendo un 51% la aceptación de dicha pregunta a nivel mundial.
| Afirmación/Pregunta                                                             | País | Muy de acuerdo/De acuerdo | En desacuerdo/Muy en desacuerdo | No sabe/No responde |
| ------------------------------------------------------------------------------- | ---- | ------------------------- | ------------------------------- | ------------------- |
| Es algo natural                                                                 |      |                           |                                 |                     |
| Argentina                                                                       | 54%  | 34 %                      | 12%                             |                     |
| Brasil                                                                          | 48%  | 38%                       | 14%                             |                     |
| Chile                                                                           | 61 % | 31 %                      | 8%                              |                     |
| Ecuador                                                                         | 53 % | 37 %                      | 11%                             |                     |
| México                                                                          | 53 % | 37 %                      | 10%                             |                     |
| Perú                                                                            | 46%  | 40 %                      | 14%                             |                     |
| Afirmación/Pregunta                                                             | País | Muy de acuerdo/De acuerdo | En desacuerdo/Muy en desacuerdo | No sabe/no responde |
| Tienen un lugar especial en la sociedad                                         |      |                           |                                 |                     |
| Argentina                                                                       | 35%  | 47%                       | 18%                             |                     |
| Brasil                                                                          | 29%  | 51%                       | 20%                             |                     |
| Chile                                                                           | 30%  | 56%                       | 14%                             |                     |
| Ecuador                                                                         | 48 % | 37 %                      | 15%                             |                     |
| México                                                                          | 36%  | 50%                       | 14%                             |                     |
| Perú                                                                            | 37%  | 47%                       | 16%                             |                     |
| Afirmación/Pregunta                                                             | País | Muy de acuerdo/De acuerdo | En desacuerdo/Muy en desacuerdo | No sabe/no responde |
| Tienen un tipo de enfermedad mental                                             |      |                           |                                 |                     |
| Argentina                                                                       | 13%  | 78 %                      | 9%                              |                     |
| Brasil                                                                          | 17%  | 70 %                      | 14%                             |                     |
| Chile                                                                           | 13%  | 79 %                      | 8%                              |                     |
| Ecuador                                                                         | 18%  | 67 %                      | 15%                             |                     |
| México                                                                          | 18%  | 70 %                      | 11%                             |                     |
| Perú                                                                            | 20%  | 64 %                      | 17%                             |                     |
| Afirmación/Pregunta                                                             | País | Muy de acuerdo/De acuerdo | En desacuerdo/Muy en desacuerdo | No sabe/no responde |
| Están violando las tradiciones de mi cultura                                    |      |                           |                                 |                     |
| Argentina                                                                       | 18%  | 75 %                      | 7%                              |                     |
| Brasil                                                                          | 37%  | 51 %                      | 12%                             |                     |
| Chile                                                                           | 20%  | 74 %                      | 6%                              |                     |
| Ecuador                                                                         | 27%  | 64 %                      | 9%                              |                     |
| México                                                                          | 22%  | 68 %                      | 10%                             |                     |
| Perú                                                                            | 30%  | 57 %                      | 13%                             |                     |
| Afirmación/Pregunta                                                             | País | Muy de acuerdo/De acuerdo | En desacuerdo/Muy en desacuerdo | No sabe/no responde |
| Deberían estar protegidos contra la discriminación por parte del gobierno       |      |                           |                                 |                     |
| Argentina                                                                       | 84 % | 11%                       | 5%                              |                     |
| Brasil                                                                          | 64 % | 25%                       | 11%                             |                     |
| Chile                                                                           | 84 % | 13%                       | 3%                              |                     |
| Ecuador                                                                         | 82 % | 14%                       | 4%                              |                     |
| México                                                                          | 84 % | 13%                       | 3%                              |                     |
| Perú                                                                            | 78 % | 17%                       | 6%                              |                     |
| Afirmación/Pregunta                                                             | País | Muy de acuerdo/De acuerdo | En desacuerdo/Muy en desacuerdo | No sabe/no responde |
| Se les debería permitir la cirugía para que su cuerpo coincida con su identidad |      |                           |                                 |                     |
| Argentina                                                                       | 79 % | 15%                       | 6%                              |                     |
| Brasil                                                                          | 64 % | 26%                       | 10%                             |                     |
| Chile                                                                           | 82 % | 14%                       | 4%                              |                     |
| Ecuador                                                                         | 61 % | 30%                       | 9%                              |                     |
| México                                                                          | 73 % | 19%                       | 8%                              |                     |
| Perú                                                                            | 58 % | 29%                       | 13%                             |                     |
| Afirmación/Pregunta                                                             | País | Muy de acuerdo/De acuerdo | En desacuerdo/Muy en desacuerdo | No sabe/no responde |
| Deberían permitirles servir en el ejército                                      |      |                           |                                 |                     |
| Argentina                                                                       | 72 % | 20%                       | 8%                              |                     |
| Brasil                                                                          | 63 % | 25%                       | 13%                             |                     |
| Chile                                                                           | 72 % | 23%                       | 5%                              |                     |
| Ecuador                                                                         | 69 % | 22%                       | 8%                              |                     |
| México                                                                          | 77 % | 15%                       | 9%                              |                     |
| Perú                                                                            | 58 % | 29%                       | 13%                             |                     |
| Afirmación/Pregunta                                                             | País | Muy de acuerdo/De acuerdo | En desacuerdo/Muy en desacuerdo | No sabe/no responde |
| Les deberían permitir concebir o dar a luz a un hijos                           |      |                           |                                 |                     |
| Argentina                                                                       | 75 % | 19%                       | 6%                              |                     |
| Brasil                                                                          | 69 % | 22%                       | 9%                              |                     |
| Chile                                                                           | 78 % | 18%                       | 5%                              |                     |
| Ecuador                                                                         | 69 % | 23%                       | 8%                              |                     |
| México                                                                          | 66 % | 27%                       | 7%                              |                     |
| Perú                                                                            | 54 % | 36%                       | 10%                             |                     |
| Afirmación/Pregunta                                                             | País | Muy de acuerdo/De acuerdo | En desacuerdo/Muy en desacuerdo | No sabe/no responde |
| Deberían permitirles usar el baño del sexo con el cual se identifican           |      |                           |                                 |                     |
| Argentina                                                                       | 67 % | 26%                       | 7%                              |                     |
| Brasil                                                                          | 51 % | 40%                       | 10%                             |                     |
| Chile                                                                           | 69 % | 26%                       | 6%                              |                     |
| Ecuador                                                                         | 60 % | 30%                       | 10%                             |                     |
| México                                                                          | 53 % | 39%                       | 9%                              |                     |
| Perú                                                                            | 42%  | 51 %                      | 7%                              |                     |

## Cultura LGBTIQ+

### En las pantallas o medios audiovisuales
Una de las películas que hizo que en Latinoamérica cambiaran ciertas actitudes fue Fresa y chocolate, una producción cubana que generó bastante curiosidad para luego ser rechazada por el público. Con esto era mostrar la realidad de la homofobia no solo en su país de origen, sino también en otros países para promover el respeto y la tolerancia a estas personas de orientación sexual. 
En el 2000 se estrenó la versión cinematográfica de Antes que anochezca, película basada en la autobiografía del escritor gay cubano Reinaldo Arenas.
La película argentina Plata quemada está basada en un caso real y describe la relación sexual entre dos delincuentes argentinos. En la película, uno de los delincuentes es presentado como bisexual.
Al final del arco iris es la primera miniserie difundida por Internet hecha en México que cuenta la vida de jóvenes homosexuales.
Las telenovelas también promovieron la tolerancia, principalmente producciones colombianas, brasileñas y venezolanas. En series lo hicieron en la mexicana Mujer casos de la vida real conducida por la actriz y productora Silvia Pinal. Una de las telenovelas que en su tiempo cuando todavía hablar de este tema era un tabú, fue en Pantanal, producción brasileña donde se mostraba la realidad de la homofobia y más adelante el respeto y la tolerancia a principios de la década de los 90'.
En Chile han surgido varias películas que reflejan la realidad de las lesbianas y homosexuales chilenos. Si bien éstas no han sido publicadas masivamente, han servido para abrir la mente de los cineastas y que se atrevan a tocar este tema. Algunas películas son:
- "Mapa para conversar" Habla de la historia de una mujer, su madre, y su novia
- "Mi último round" Muestra la historia de amor entre un boxeador y un ayudante de cocina
- "Joven y alocada" Muestra la historia de una adolescente bisexual y rebelde, que vive en el seno de una familia evangélica y muy conservadora.

### Música
En esta región también hubo canciones que cambiaron ciertas actitudes.
En 1981, Sandra Mihanovich grabó "Puerto Pollensa", que muchos consideran de temática lésbica.
En 1988 el grupo español Mecano grabó el tema musical Mujer contra mujer que fue incluida en su quinto álbum Descanso dominical, se estrenó en esta región un año después de su país de origen de la banda a partir de 1989 y que alcanzó el primer lugar en muchos países de Latinoamérica, hecho especialmente remarcable en los casos de Chile, Cuba, Ecuador, Puerto Rico y Nicaragua, donde la homosexualidad estaba castigada en ese momento en sus respectivos códigos penales. En México la canción fue vetada en un principio, pero el éxito obligó a retirar el veto.
También de Franco de Vita con el tema Rosa o Clavel de su álbum Stop, inspirado en la canción de Mecano.
Otra también fue del cantante salsero Willie Colón con el tema "El gran varón". Con su estilo tropical, habla sobre la historia de una mujer trans llamada "Simón", que es rechazada por su padre legítimo por lo que huye al extranjero e inicia su transición. Víctima de una enfermedad ella muere a los 30 años. Con esta canción llama a la reflexión, el respeto y aceptación a las sociedades latinoamericanas.
Otra canción que parece estar relacionada con la homosexualidad es el tema musical Loca, interpretado por la cantante y actriz cubana-venezolana María Conchita Alonso, que en la segunda estrofa de la canción dice: Dicen por ahí que estoy más bien un poco loca y que sueño con llegar a ser tu fiel esposa, tengo la seguridad de poderles demostrar, que soy la gran actriz pero también soy la mujer, que soy la amante fiel siempre a la espera de un querer. Más adelante en el estribillo de la canción dice así: No se imaginen que yo estoy tan loca si es porque hago más de cuatro cosas y es que a la gente nada le importa, vivo mi vida como lo hace cualquier otra. No se imaginen que yo estoy tan loca si soy de "aquel" que puede estar con otra si vivo o muero quiero que lo sepan que yo disfruto cuando dicen que estoy loca. Posiblemente esta canción habla la historia de una travesti o transformista.
Algunos temas de Ana Gabriel pueden ser interpretados como temática homosexual aunque sin decirlo como tal, siendo el caso de: simplemente amigos, Olvídate de ellos, A pesar de todos y Evidencias.
Otro tema musical también es Chamon cantada por una agrupación argentina a ritmo de cumbia villera, que habla sobre la fidelidad e infidelidad entre dos hombres, un homosexual y otro bisexual.
El tema Mía de Paulina Rubio tiene una letra masculina, ya que es dedicada a una mujer; sin embargo es cantada por una mujer.
La canción Todos me miran de Gloria Trevi, habla de una drag queen.
En 2010, el cantante chileno Koko Stambuk o Koko, lanzó la canción titulada "Chicos y Chicas" que cuenta como él, siendo heterosexual, ve que cada vez hay más personas homosexuales que se atreven a vivir su verdad.
En 2020 el dúo argentino Pimpinela lanza la canción titulada Traición, que habla de unos esposos que traicionan a su esposas en plena amistad de ambos, a causa de una relación amorosa entre los dos amigos. 
Muchos artistas, especialmente cantantes como Lucía Méndez, Gloria Trevi, Alejandra Guzmán, Thalía, Paulina Rubio, Shakira, Ana Torroja, Franco de Vita, Gloria Estefan, Chayanne, David Bisbal, Laura Pausini, Belinda, Enrique Iglesias, Ricky Martin, Residente, Mónica Naranjo, Luis Fonsi, María Becerra, Lali Espósito, Maluma, Jennifer López y entre otros, han brindado su apoyo a estas personas por su orientación sexual, en que se reconozcan sus derechos y se evite la discriminación en esta región. Dichos cantantes son iconos de la comunidad gay y lésbica en América Latina.
Dentro del mundo del espectáculo Christian Chávez, miembro del grupo mexicano RBD, dio a conocer en esta región su identidad sexual, lo cual recibió un gran apoyo de parte de sus compañeros. También los cantantes puertorriqueños como Ricky Martin y Liza M, dieron a conocer abiertamente su homosexualidad.
Existen también algunas canciones con mensajes de carácter homofóbico; uno de ellas, por ejemplo, del cantante panameño El General, en la canción "Muévelo" de la década de los años 90. Una parte del estribillo de la canción dice: Yo no quiero un chico mariposa, son muy raros y vienen con sus cosas, también es el canción".
Tras la publicación del cuento "El Lobo, el bosque y el hombre nuevo" del cubano Senel Paz, que dio paso a la bastante libre versión fílmica que cuajó como "Fresa y Chocolate", se destapó en la isla caribeña una ola de interés tanto de público como de diferentes artistas, por expresar, cada vez de forma más explícita, preocupaciones sobre el tema.
Vale destacar el tema "Pecado Original" del cubano Pablo Milanés, (también grabado por Xiomara Laugart) en el cual se cuestiona a la sociedad y a cada persona en particular sobre el derecho a juzgar, con el asumido papel de "Dios", la sólida relación entre dos hombres, dos almas, que se aman y que se atreven a ver la vida con el mismo romanticismo y pasión que el de una pareja heterosexual, a la vez que critica la falsa moral de ministros que usan su poder o el clásico machismo de guerreros que ganan mancebos como trofeo. 
Pedro Luis Ferrer, otro polémico cantautor, defiende la otredad de un gay rechazado por los demás pero cuya entrega al trabajo le hace merecedor de respeto, puesto que no es su culpa que le gusten los hombres ("Él tiene delirio de amar varones").
En Venezuela, una película dirigida por Miguel Ferrari "Azul y no tan rosa" generó gran polémica en las salas de cine de dicho país, creando reflexión en los Venezolanos con respecto a la postura de la familia frente a la homosexualidad (siendo un país donde la homosexualidad es muy mal vista y tiene un fuerte rechazo aun no siendo ilegal).